# Ngày Trái Đất
Ngày Trái Đất là ngày để nâng cao nhận thức và giá trị của môi trường tự nhiên của Trái Đất. Ngày Trái Đất được tài trợ bởi thượng nghị sĩ Hoa Kỳ Gaylord Nelson như một cuộc hội thảo về môi trường được tổ chức lần đầu tiên vào 22 tháng 4 năm 1970. Trong khi Ngày Trái Đất đầu tiên chỉ được chú ý tại Hoa Kỳ, một tổ chức đã được thành lập bởi Denis Hayes, nguyên là điều phối viên toàn quốc năm 1970, đưa nó lên tầm quốc tế vào năm 1990 và tổ chức các sự kiện ở 141 quốc gia. Ngày Trái Đất giờ đây được điều phối toàn cầu bởi Mạng Ngày Trái Đất  (Earth Day Network) và được tổ chức hằng năm tại hơn 192 quốc gia. Nhiều cộng đồng còn tổ chức Tuần Trái Đất, một tuần của các hoạt động xoay quanh các vấn đề môi trường. Năm 2009, Đại hội đồng Liên Hợp Quốc tuyên bố ngày 22 tháng 4 là Ngày Quốc tế Mẹ Trái Đất (International Mother Earth Day).

## Giờ Trái Đất đầu tiên
Tên và các khái niệm lúc đầu được đề xuất bởi John McConnell năm 1969 tại một hội nghị của UNESCO tại San Francisco. Ngày Trái Đất đầu tiên được tổ chức vào ngày 21 tháng 3 năm 1970, ngày đầu tiên của mùa xuân ở Bắc bán cầu. Ngày này sau đó đã được thể hiện trong một lời tuyên bố của Tổng thư ký Liên Hợp Quốc U Thant là một ngày hành động toàn cầu.  Ngày nay, Ngày Trái Đất vào ngày Xuân phân (20 hay là 21 tháng 3) vẫn  được tổ chức ở nhiều thành phố, như ở San Francisco và các thành phố khác ở California. 

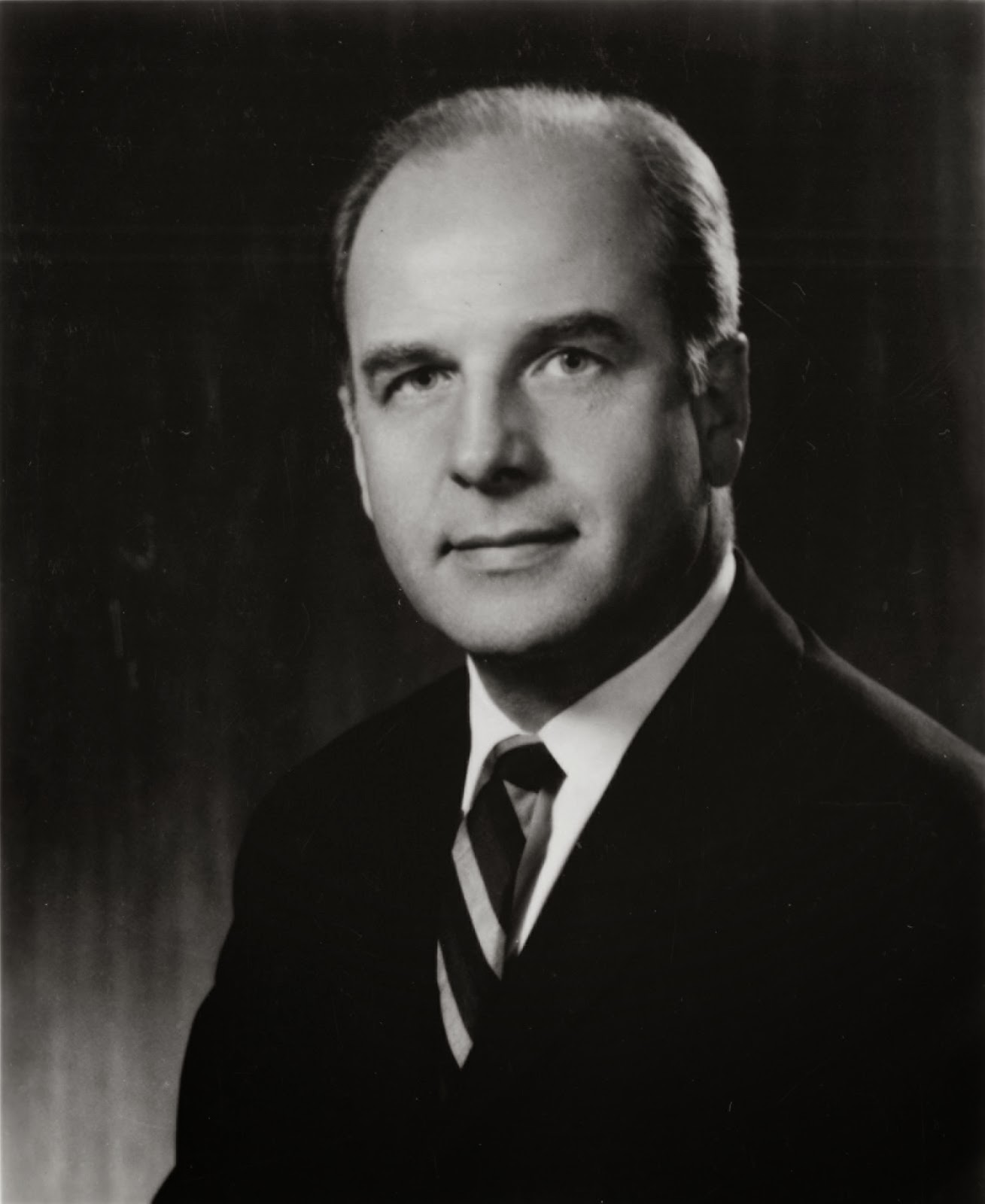
Gaylord Nelson

Để thu hút sự chú ý đến các vấn đề ô nhiễm môi trường, bắt đầu vào khoảng thời gian tương tự,  Gaylord Nelson, một thượng nghị sĩ Hoa Kỳ đến từ Wisconsin đã kêu gọi tổ chức một cuộc hội thảo về môi trường, hay Ngày Trái Đất vào ngày 22 tháng 4 năm 1970. Trên 20 triệu người đã tham gia năm đó và Ngày Trái Đất hiện nay được thấy vào ngày 22 tháng 4 hằng năm với trên 500 triệu người và một số chính phủ ở 175 quốc gia.
Thượng nghị sĩ Nelson, một nhà hoạt động môi trường, giữ vai trò lãnh đạo việc tổ chức sự kiện, muốn thể hiện sự hỗ trợ chính trị cho một chương trình nghị sự về môi trường. Ông đã lấy những buổi hội thảo rất hiệu quả về Chiến tranh Việt Nam thời đó làm mẫu. Ngày Trái Đất được đề xuất đầu tiên trong một báo cáo gửi JFK bởi Fred Dutton. Tuy nghiên, Nelson quyết định đi ngược lại các tiếp cận trên-xuống của Dutton, ủng hộ một nỗ lực phi tập trung, quần chúng trong đó mỗi cộng đồng hình thành hành động của họ quanh những vấn đề địa phương.
Nelson đã truyền bá ý tưởng về Ngày Trái Đất trong chuyến đi của ông đến Santa Barbara Channel ngay sau sự cố tràn dầu khủng khiếp ngoài khơi năm 1969. Tức giận trước sự tàn phá và sự chậm chạp của chính quyền Washington, Nelson đề xuất một buổi hội thảo quốc gia về môi trường được quan sát bởi mọi trường đại học trên toàn nước Mỹ.
"I am convinced that all we need to do to bring an overwhelming insistence of the new generation that we stem the tide of environmental disaster is to present the facts clearly and dramatically. To marshal such an effort, I am proposing a national teach-in on the crisis of the environment to be held next spring on every university campus across the Nation. The crisis is so imminent, in my opinion, that every university should set aside 1 day in the school year-the same day across the Nation-for the teach-in".

 Có nghĩa là: "Tôi tin rằng tất cả chúng ta cần phải hành động ngay để mang lại một sự sức mạnh thay đổi của thế hệ mới mà chúng tôi ngăn chặn xu hướng của thảm họa môi trường để trình bày sự thật rõ ràng và đáng kể. Để sắp xếp một nỗ lực như vậy, tôi đề xuất một cuộc giảng luận toàn quốc (national teach-in) về cuộc khủng hoảng nghiêm trọng về môi trường được tổ chức vào mùa xuân tới trên tất cả các khuôn viên trường đại học trên khắp các quốc gia. Cuộc khủng hoảng sắp xảy ra như vậy, theo ý kiến của tôi, rằng tất cả các trường đại học nên dành 1 ngày trong các trường năm trong cùng một ngày trên toàn quốc để giảng luận về điều này." 
Một trong những người tổ chức còn nói:

"We're going to be focusing an enormous amount of public interest on a whole, wide range of environmental events, hopefully in such a manner that it's going to be drawing the interrelationships between them and, getting people to look at the whole thing as one consistent kind of picture, a picture of a society that's rapidly going in the wrong direction that has to be stopped and turned around."

 Có nghĩa là: "Chúng ta sẽ tập trung một số lượng lớn của lợi ích công cộng trên một phạm vi rộng, các sự kiện môi trường, hy vọng trong một rằng cách thức nó sẽ được liệt kê và vẽ các mối tương quan giữa họ để mọi người nhìn nhận được vào toàn bộ điều trên bằng những hình ảnh phù hợp, một hình ảnh của một xã hội đang nhanh chóng đi theo hướng sai lầm và cần phải được dừng lại và quay lại ngay."

"It's going to be an enormous affair, I think. We have groups operating now in about 12,000 high schools, 2,000 colleges and universities and a couple of thousand other community groups. It's safe to say I think that the number of people who will be participating in one way or another is going to be ranging in the millions."

 Có nghĩa là: "Tôi nghĩ nó sẽ là một chuyện rất lớn. Chúng tôi có các nhóm hoạt động tại trong khoảng 12.000 trường trung học, 2.000 trường cao đẳng và các trường đại học và một vài nghìn các nhóm cộng đồng khác. Đó là điều để nói rằng số lượng những người sẽ được tham gia một cách này hay cách khác sẽ khác nhau, trong hàng triệu người rồi dần tăng lên."
Ngày 29 tháng 9 năm 1969, trong một bài viết dài ở trang đầu báo New York Times, Gladwin Hill viết:

"Mối lo ngại ngày càng tăng về "khủng hoảng môi trường" tràn qua các trường đại học trong cả nước với sức mạnh có thể làm lu mờ sự bất mãn của sinh viên với Chiến tranh Việt Nam... ngày vì các vấn đề môi trường, tương tự như những cuộc biểu tình rộng lớn về vấn đề Việt Nam đang được lên kế hoạch vào mùa xuân năm sau, khi một buổi hội thảo môi trường toàn quốc... điều phối từ văn phòng của thương nghị sĩ Gaylord Nelson đang được chuẩn bị..."

Denis Hayes, một cựu sinh viên Havard, sau khi đọc bài báo của New York Times đã đến Washington để tham gia. Anh trở thành chủ tịch của khối sinh viên và nhà hoạt động ở Đại học Standford thuộc quận McCloskey’s nơi Paul Ehrlich, thành viên ban điều hành hội thảo, là giảng viên. Nelson mời Hayes rời Havard, thiết lập một tổ chức và hướng đến toàn nước Mỹ. Hayes sau đó trở thành một nhà hoạt động môi trường được nhiều người biết đến.
Hayes tuyển một số cử nhân trẻ để đến Washington, D.C. và bắt đầu chuẩn bị cho Ngày Trái Đất đầu tiên.
Đề nghị của Nelson khó thực hiện, vì cuộc vật động Ngày Trái Đất tỏ ra tự phát mà không có trung tâm điều hành. Thượng nghị sĩ chứng thực, cuộc vận động đơn giản tự nó phát triển:

Ngày Trái Đất thành công nhờ phản ứng tự nguyện của tầng lớp thường dân. Chúng tôi không có thời gian hay nguồn lực để tổ chức 20 triệu người biểu tình và hàng nghìn trường học và các cộng đồng địa phương tham gia. Đó là điều đáng chú ý về Ngày Trái Đất. Nó tự tổ chức.

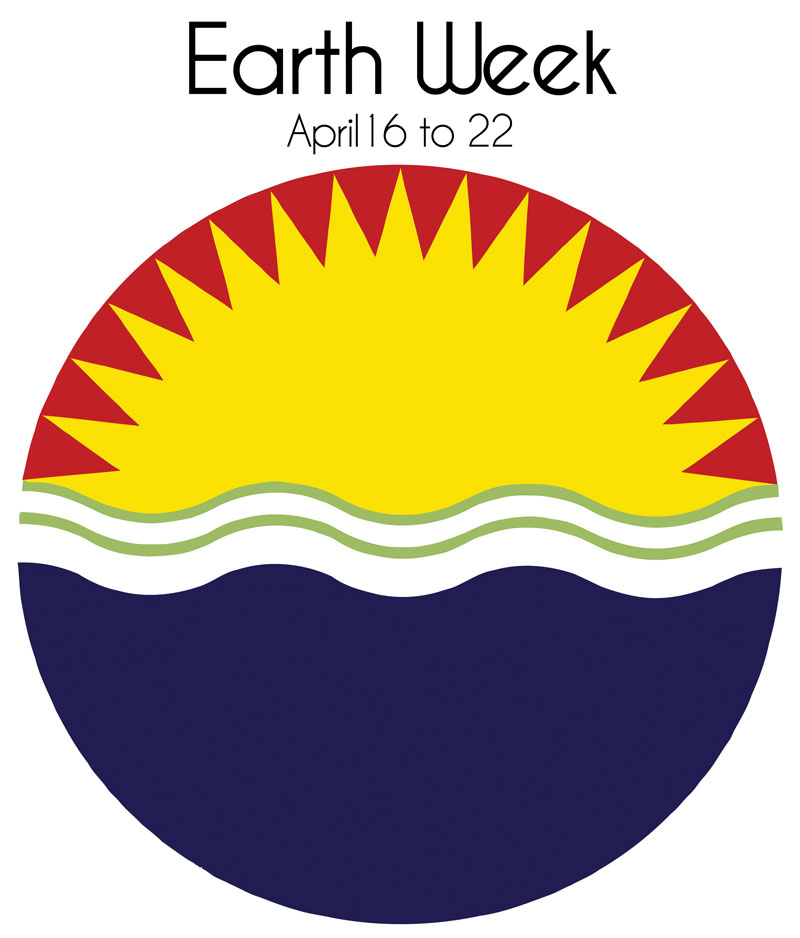
Logo Earth Week chính thức được dùng làm bối cảnh cho báo cáo đặc biệt (Specisl Report) vào giờ vàng của CBS News và cho bài tường thuật của Walter Cronkite về Ngày Trái Đất năm 1970.

Ngày 22 tháng 4 năm 1970, Ngày Trái Đất đánh dấu sự khởi đầu của cuộc vận động vì môi trường hiện đại. Xấp xỉ 20 triệu người Mỹ tham gia. Hàng ngàn trường đại học và cao đẳng tổ chức biểu tình chống lại sự xuống cấp của môi trường. Các nhóm người chống tràn dầu, các công xưởng và nhà máy điện ô nhiễm, nước thải không qua xử lý, chất độc hoá học, thuốc trừ sâu, sự suy giảm vùng hoang dã và ô nhiễm không khí bỗng chốc nhận ra họ có chung mục đích.
Ngày Trái Đất xuất hiện trên các phương tiện truyền thông đại chúng qua bài báo cáo đặc biệt dài một tiếng vào giờ vàng của CBS mang tên "Ngày Trái Đất: Vấn đề của sự tồn tại" với các bài trả lời của nhiều thành phố lớn dọc đất nước và bài tường thuật của Walter Cronkite (trên nền logo của Ủy ban Tuần Trái Đất Philadelphia).
Pete Seeger là người dẫn chương trình và diễn thuyết chính trong sự kiện tổ chức ở Washington DC. Paul Newman và Ali McGraw đã tham dự sự kiện tổ chức ở New York City.

### Kết quả của Ngày Trái Đất 1970
Ngày Trái Đất đã chứng tỏ sự rộng rãi ở Hoa Kỳ và trên toàn thế giới. Ngày Trái Đất đầu tiên có sự tham dự và ủng hộ của hai nghìn trường đại học và cao đẳng, gần 10 nghìn trường Tiểu học và cấp hai và hàng trăm cộng động dọc nước Mỹ. Quan trọng hơn, nó "đưa 20 nghìn người Mỹ ra khỏi nhà trong ánh nắng của mùa xuân cho một cuộc tuần hành hoà bình ủng hộ môi trường." 
Thượng nghị sĩ Nelson tuyên bố rằng Ngày Trái Đất thành công nhờ phản ứng của tầng lớp bình dân.  Ông gắn Ngày Trái Đất với việc thuyết phục các chính trị gia Hoa Kỳ rằng luật môi trường nhận được sử ủng hộ quan trọng và lâu dài của cử tri.

## Tên gọi Ngày Trái Đất
Theo thượng nghị sĩ Nelson, tên gọi "Ngày Trái Đất" chính là "một tên gọi hiển nhiên và hợp lý" được đề xuất bởi "một số người" vào mùa thu 1969, bao gồm, ông viết, cả "một người bạn của tôi làm việc trong lĩnh vực quan hệ công chúng" và "một advertising executive ở New York", Julian Koenig. Koenig, một thành viên trong uỷ ban tổ chức của Nelson năm 1969, nói rằng ý tưởng này đến với ông do ngày sinh nhật ông trùng với ngày được chọn, 22 tháng 4; "Earth Day" vần với "birthday" (ngày sinh), một mối liên hệ tự nhiên. Một số tên gọi khác được sử dụng trong quá trình chuẩn bị - chính Nelson vẫn tiếp tục gọi nó là Hội thảo Quốc gia về Môi trường tuy nhiên báo chí đã thống nhất cách gọi "Ngày Trái Đất".

## Các chỉ trích
Nhà văn Alex Steffen, người đề xuất Bright green environmentalism, buộc tội Ngày Trái Đất biểu tượng hoá sự cách ly của việc bảo vệ môi trường, và bản thân nó đã vượt quá ích lợi nó tạo ra.
Một bài xã luận trên The Washington Times ngày 5 tháng 5 năm 2009 so sánh Ngày Cây xanh với Ngày Trái Đất, tuyên bố rằng Ngày Cây xanh là một lễ kỷ niệm vui vẻ, phi chính trị của cây xanh trong khi Ngày Trái Đất bi quan, nặng về chính trị và mô tả con người một cách tiêu cực.
Bản chất đáng ngờ của các công ty và sản phẩm tham gia vào các buổi biểu tình liên quan đến Ngày Trái Đất dẫn đến sự buộc tội greenwashing.

## Ngày Trái Đất 2010
Ngày Trái Đất 2010 diễn ra đồng thời với Hội nghị Nhân dân Thế giới về Biến đổi Khí hậu, tổ chức ở  Cochabamba, Bolivia, và Năm Đa dạng Sinh học.